# Heeswijk

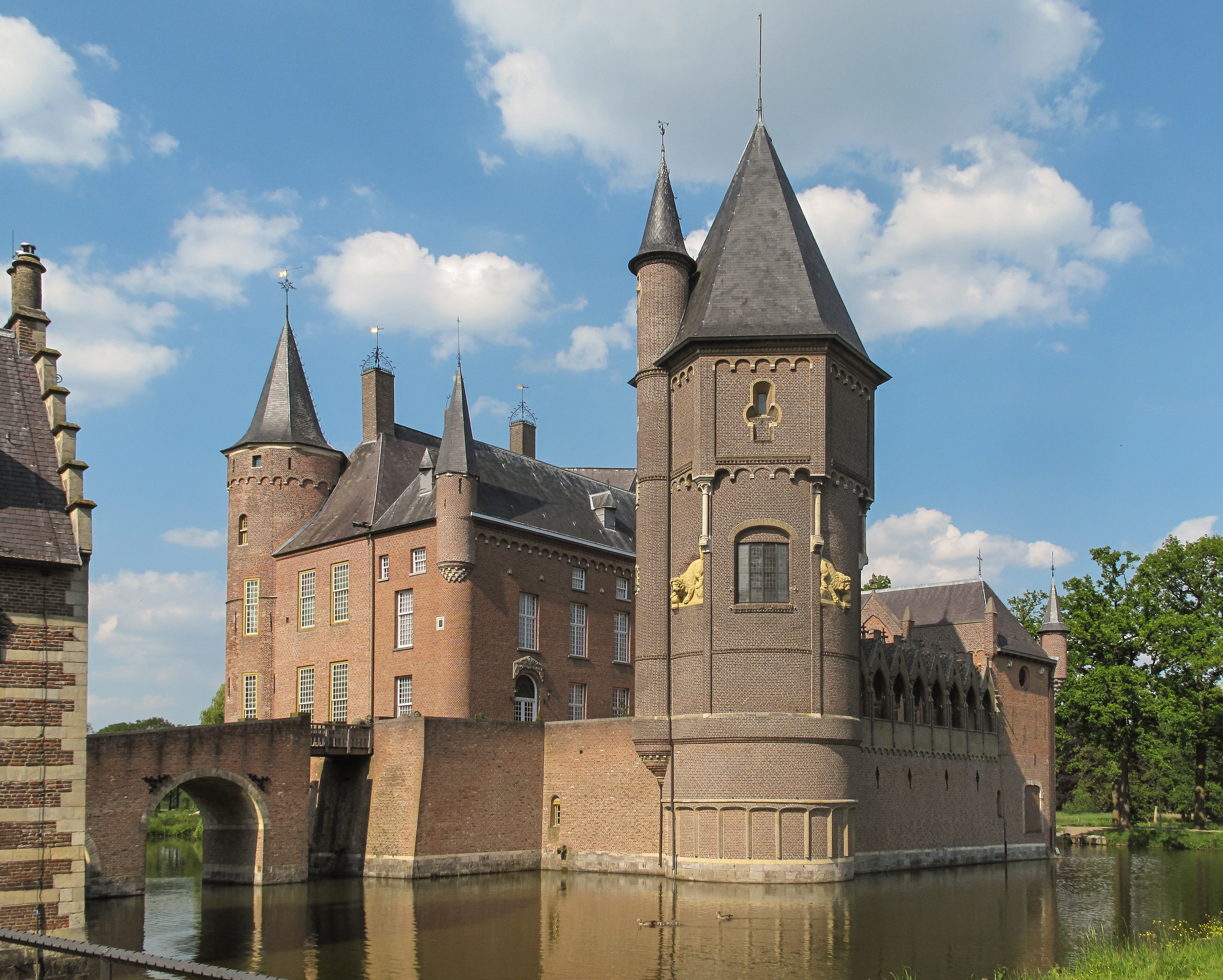
Château : kasteel Heeswijk.

Heeswijk est un village situé dans la commune néerlandaise de Bernheze, dans la province du Brabant-Septentrional. Le 1er janvier 2009, le village comptait 3 072 habitants.
Heeswijk forme une seule agglomération avec Dinther ; les deux villages sont souvent cités sous le nom composé de Heeswijk-Dinther, qui a également été le nom de la commune regroupant les deux villages de 1969 à 1994. Avant 1969, Heeswijk était une commune indépendante.